# UEFA Nations League 2024–25 (hạng đấu B)
Hạng đấu B UEFA Nations League 2024–25 (UEFA Nations League B 2024–25) là hạng đấu cao thứ hai của UEFA Nations League 2024–25, mùa giải thứ tư của giải đấu bóng đá quốc tế có sự tham gia của các đội tuyển quốc gia nam trong số 55 liên đoàn thành viên của UEFA.

## Thể thức
Hạng đấu B bao gồm 16 thành viên UEFA xếp hạng từ 17–32 trong danh sách tham dự UEFA Nations League 2024–25, được chia thành bốn bảng gồm bốn đội. Mỗi đội thi đấu sáu trận trong bảng của mình, sử dụng thể thức thi đấu vòng tròn sân nhà và sân khách và thi đấu 6 lượt trận trong 3 tháng là tháng 9, 10 và 11 năm 2024. Đội đứng đầu mỗi bảng sẽ góp mặt tại hạng đấu A của UEFA Nations League 2026–27, đội đứng cuối bảng sẽ phải xuống hạng đấu C của UEFA Nations League 2026–27, đội đứng thứ 2 và thứ 3 mỗi bảng sẽ thi đấu play-off thăng hạng và xuống hạng, thi đấu sân nhà và sân khách theo thể thức hai lượt.

## Các đội tuyển

### Thay đổi đội tuyển
Danh sách đội tuyển của Hạng đấu B có sự thay đổi so với mùa giải 2022–23:
| Xuống hạng từ Hạng đấu A Nations League | Thăng hạng từ Hạng đấu C Nations League     |
| --------------------------------------- | ------------------------------------------- |
| - Áo - Cộng hòa Séc - Anh - Wales       | - Gruzia - Hy Lạp - Kazakhstan - Thổ Nhĩ Kỳ |

| Thăng hạng lên Hạng đấu A Nations League            | Xuống hạng đến Hạng đấu C Nations League | Bị cấm tham dự Nations League |
| --------------------------------------------------- | ---------------------------------------- | ----------------------------- |
| - Bosna và Hercegovina - Israel - Scotland - Serbia | - Armenia - România - Thụy Điển          | Nga                           |

### Xếp hạt giống
Trong danh sách tham dự 2024–25, UEFA xếp hạng các đội dựa trên bảng xếp hạng tổng thể Nations League 2022–23. Các nhóm hạt giống cho giai đoạn đấu hạng đã được xác nhận vào ngày 2 tháng 12 năm 2023 và được dựa trên bảng xếp hạng danh sách tham dự.
| Đội          | Hạng |
| ------------ | ---- |
| Áo           | 17   |
| Cộng hòa Séc | 18   |
| Anh          | 19   |
| Wales        | 20   |

| Đội      | Hạng |
| -------- | ---- |
| Phần Lan | 21   |
| Ukraina  | 22   |
| Iceland  | 23   |
| Na Uy    | 24   |

| Đội              | Hạng |
| ---------------- | ---- |
| Slovenia         | 25   |
| Cộng hòa Ireland | 26   |
| Albania          | 27   |
| Montenegro       | 28   |

| Đội        | Hạng |
| ---------- | ---- |
| Gruzia     | 29   |
| Hy Lạp     | 30   |
| Thổ Nhĩ Kỳ | 31   |
| Kazakhstan | 32   |

Buổi bốc thăm chia bảng được tổ chức vào lúc 18:00 CET ngày 8 tháng 2 năm 2024. Do hạn chế của việc đi lại quá nhiều, Anh, Iceland, Cộng hòa Ireland hoặc Wales đều có thể chung bảng với Kazakhstan.

## Các bảng
Lịch thi đấu được công bố vào ngày 9 tháng 2 năm 2024, một ngày sau lễ bốc thăm.
Thời gian là CET/CEST (UTC+2), theo liệt kê của UEFA (giờ địa phương, nếu có sự khác biệt, được hiển thị trong ngoặc đơn).

### Bảng 1
| VT | Đội              | ST | T | H | B | BT | BB | HS | Đ  | Thăng hạng, giành quyền tham dự hoặc xuống hạng |  | Cộng hòa Séc | Ukraina | Gruzia | Albania |
| -- | ---------------- | -- | - | - | - | -- | -- | -- | -- | ----------------------------------------------- |  | ------------ | ------- | ------ | ------- |
| 1  | Cộng hòa Séc (P) | 6  | 3 | 2 | 1 | 9  | 8  | +1 | 11 | Thăng hạng lên Hạng đấu A                       |  | —            | 3–2     | 2–1    | 2–0     |
| 2  | Ukraina          | 6  | 2 | 2 | 2 | 8  | 8  | 0  | 8  | Giành quyền tham dự vòng play-off thăng hạng    |  | 1–1          | —       | 1–0    | 1–2     |
| 3  | Gruzia           | 6  | 2 | 1 | 3 | 7  | 6  | +1 | 7  | Giành quyền tham dự vòng play-off xuống hạng    |  | 4–1          | 1–1     | —      | 0–1     |
| 4  | Albania (R)      | 6  | 2 | 1 | 3 | 4  | 6  | −2 | 7  | Xuống hạng đến Hạng đấu C                       |  | 0–0          | 1–2     | 0–1    | —       |

1. 1 2  Hòa kết quả đối đầu, hiệu số bàn thắng: Gruzia +1, Albania –2.

| Gruzia                                                                             | 4–1      | Cộng hòa Séc  |
| ---------------------------------------------------------------------------------- | -------- | ------------- |
| - Kvaratskhelia 33' (ph.đ.) - Chakvetadze 53' - Mikautadze 63' - Kochorashvili 66' | Chi tiết | - Kalvach 80' |

| Ukraina        | 1–2      | Albania                   |
| -------------- | -------- | ------------------------- |
| - Konoplia 49' | Chi tiết | - Ismajli 54' - Asani 66' |

| Albania | 0–1      | Gruzia              |
| ------- | -------- | ------------------- |
|         | Chi tiết | - Kochorashvili 71' |

| Cộng hòa Séc                           | 3–2      | Ukraina                   |
| -------------------------------------- | -------- | ------------------------- |
| - Šulc 21', 45+2' - Souček 80' (ph.đ.) | Chi tiết | - Vanat 37' - Sudakov 84' |

| Cộng hòa Séc    | 2–0      | Albania |
| --------------- | -------- | ------- |
| - Chorý 3', 63' | Chi tiết |         |

| Ukraina      | 1–0      | Gruzia |
| ------------ | -------- | ------ |
| - Mudryk 35' | Chi tiết |        |

| Gruzia | 0–1      | Albania       |
| ------ | -------- | ------------- |
|        | Chi tiết | - Asllani 48' |

| Ukraina              | 1–1      | Cộng hòa Séc |
| -------------------- | -------- | ------------ |
| - Dovbyk 52' (ph.đ.) | Chi tiết | - Červ 18'   |

| Gruzia           | 1–1      | Ukraina                |
| ---------------- | -------- | ---------------------- |
| - Mikautadze 76' | Chi tiết | - Kverkvelia 7' (l.n.) |

| Albania | 0–0      | Cộng hòa Séc |
| ------- | -------- | ------------ |
|         | Chi tiết |              |

| Albania               | 1–2      | Ukraina                        |
| --------------------- | -------- | ------------------------------ |
| - Bajrami 75' (ph.đ.) | Chi tiết | - Zinchenko 5' - Yaremchuk 10' |

| Cộng hòa Séc           | 2–1      | Gruzia           |
| ---------------------- | -------- | ---------------- |
| - Šulc 3' - Hložek 24' | Chi tiết | - Mikautadze 60' |

### Bảng 2
| VT | Đội              | ST | T | H | B | BT | BB | HS  | Đ  | Thăng hạng, giành quyền tham dự hoặc xuống hạng |  | Anh | Hy Lạp | Cộng hòa Ireland | Phần Lan |
| -- | ---------------- | -- | - | - | - | -- | -- | --- | -- | ----------------------------------------------- |  | --- | ------ | ---------------- | -------- |
| 1  | Anh (P)          | 6  | 5 | 0 | 1 | 16 | 3  | +13 | 15 | Thăng hạng lên Hạng đấu A                       |  | —   | 1–2    | 5–0              | 2–0      |
| 2  | Hy Lạp           | 6  | 5 | 0 | 1 | 11 | 4  | +7  | 15 | Giành quyền tham dự vòng play-off thăng hạng    |  | 0–3 | —      | 2–0              | 3–0      |
| 3  | Cộng hòa Ireland | 6  | 2 | 0 | 4 | 3  | 12 | −9  | 6  | Giành quyền tham dự vòng play-off xuống hạng    |  | 0–2 | 0–2    | —                | 1–0      |
| 4  | Phần Lan (R)     | 6  | 0 | 0 | 6 | 2  | 13 | −11 | 0  | Xuống hạng đến Hạng đấu C                       |  | 1–3 | 0–2    | 1–2              | —        |

1. 1 2  Hòa điểm đối đầu. Hiệu só đối đầu: Anh +2, Hy Lạp −2.

| Cộng hòa Ireland | 0–2      | Anh                       |
| ---------------- | -------- | ------------------------- |
|                  | Chi tiết | - Rice 11' - Grealish 26' |

| Hy Lạp                                    | 3–0      | Phần Lan |
| ----------------------------------------- | -------- | -------- |
| - Ioannidis 23', 76' - Källman 37' (l.n.) | Chi tiết |          |

| Anh             | 2–0      | Phần Lan |
| --------------- | -------- | -------- |
| - Kane 57', 76' | Chi tiết |          |

| Cộng hòa Ireland | 0–2      | Hy Lạp                       |
| ---------------- | -------- | ---------------------------- |
|                  | Chi tiết | - Ioannidis 50' - Tzolis 87' |

| Anh              | 1–2      | Hy Lạp                |
| ---------------- | -------- | --------------------- |
| - Bellingham 87' | Chi tiết | - Pavlidis 49', 90+4' |

| Phần Lan         | 1–2      | Cộng hòa Ireland         |
| ---------------- | -------- | ------------------------ |
| - Pohjanpalo 17' | Chi tiết | - Scales 57' - Brady 88' |

| Phần Lan       | 1–3      | Anh                                              |
| -------------- | -------- | ------------------------------------------------ |
| - Hoskonen 87' | Chi tiết | - Grealish 18' - Alexander-Arnold 74' - Rice 84' |

| Hy Lạp                           | 2–0      | Cộng hòa Ireland |
| -------------------------------- | -------- | ---------------- |
| - Bakasetas 48' - Mantalos 90+1' | Chi tiết |                  |

| Hy Lạp | 0–3      | Anh                                               |
| ------ | -------- | ------------------------------------------------- |
|        | Chi tiết | - Watkins 7' - Vlachodimos 78' (l.n.) - Jones 83' |

| Cộng hòa Ireland | 1–0      | Phần Lan |
| ---------------- | -------- | -------- |
| - Ferguson 45'   | Chi tiết |          |

| Anh                                                                            | 5–0      | Cộng hòa Ireland |
| ------------------------------------------------------------------------------ | -------- | ---------------- |
| Kane 53' (ph.đ.) · Gordon 56' · Gallagher 58' · Bowen 76' · Harwood-Bellis 79' | Chi tiết |                  |

| Phần Lan | 0–2      | Hy Lạp                       |
| -------- | -------- | ---------------------------- |
|          | Chi tiết | - Bakasetas 52' - Tzolis 56' |

### Bảng 3
| VT | Đội            | ST | T | H | B | BT | BB | HS  | Đ  | Thăng hạng, giành quyền tham dự hoặc xuống hạng |  | Na Uy | Áo  | Slovenia | Kazakhstan |
| -- | -------------- | -- | - | - | - | -- | -- | --- | -- | ----------------------------------------------- |  | ----- | --- | -------- | ---------- |
| 1  | Na Uy (P)      | 6  | 4 | 1 | 1 | 15 | 7  | +8  | 13 | Thăng hạng lên Hạng đấu A                       |  | —     | 2–1 | 3–0      | 5–0        |
| 2  | Áo             | 6  | 3 | 2 | 1 | 14 | 5  | +9  | 11 | Giành quyền tham dự vòng play-off thăng hạng    |  | 5–1   | —   | 1–1      | 4–0        |
| 3  | Slovenia       | 6  | 2 | 2 | 2 | 7  | 9  | −2  | 8  | Giành quyền tham dự vòng play-off xuống hạng    |  | 1–4   | 1–1 | —        | 3–0        |
| 4  | Kazakhstan (R) | 6  | 0 | 1 | 5 | 0  | 15 | −15 | 1  | Xuống hạng đến Hạng đấu C                       |  | 0–0   | 0–2 | 0–1      | —          |

| Kazakhstan | 0–0      | Na Uy |
| ---------- | -------- | ----- |
|            | Chi tiết |       |

| Slovenia            | 1–1      | Áo           |
| ------------------- | -------- | ------------ |
| - Sesko 16' (ph.đ.) | Chi tiết | - Laimer 28' |

| Na Uy                    | 2–1      | Áo             |
| ------------------------ | -------- | -------------- |
| - Myhre 9' - Haaland 80' | Chi tiết | - Sabitzer 37' |

| Slovenia              | 3–0      | Kazakhstan |
| --------------------- | -------- | ---------- |
| - Šeško 23', 28', 63' | Chi tiết |            |

| Áo                                                          | 4–0      | Kazakhstan |
| ----------------------------------------------------------- | -------- | ---------- |
| - Baumgartner 10' - Lienhart 54' - Sabitzer 56' - Seidl 79' | Chi tiết |            |

| Na Uy                           | 3–0      | Slovenia |
| ------------------------------- | -------- | -------- |
| - Haaland 7', 62' - Sørloth 52' | Chi tiết |          |

| Kazakhstan | 0–1      | Slovenia     |
| ---------- | -------- | ------------ |
|            | Chi tiết | - Mlakar 55' |

| Áo                                                                        | 5–1      | Na Uy         |
| ------------------------------------------------------------------------- | -------- | ------------- |
| - Arnautović 8', 49' (ph.đ.) - Lienhart 58' - Posch 62' - Gregoritsch 71' | Chi tiết | - Sørloth 39' |

| Kazakhstan | 0–2      | Áo                                  |
| ---------- | -------- | ----------------------------------- |
|            | Chi tiết | - Baumgartner 15' - Gregoritsch 25' |

| Slovenia            | 1–4      | Na Uy                                    |
| ------------------- | -------- | ---------------------------------------- |
| - Šeško 21' (ph.đ.) | Chi tiết | - Nusa 9', 54' - Haaland 45' - Hauge 82' |

| Áo           | 1–1      | Slovenia           |
| ------------ | -------- | ------------------ |
| - Schmid 27' | Chi tiết | - Gnezda Čerin 81' |

| Na Uy                                            | 5–0      | Kazakhstan |
| ------------------------------------------------ | -------- | ---------- |
| - Haaland 23', 37', 71' - Sørloth 41' - Nusa 76' | Chi tiết |            |

### Bảng 4
| VT | Đội            | ST | T | H | B | BT | BB | HS | Đ  | Thăng hạng, giành quyền tham dự hoặc xuống hạng |  | Wales | Thổ Nhĩ Kỳ | Iceland | Montenegro |
| -- | -------------- | -- | - | - | - | -- | -- | -- | -- | ----------------------------------------------- |  | ----- | ---------- | ------- | ---------- |
| 1  | Wales (P)      | 6  | 3 | 3 | 0 | 9  | 4  | +5 | 12 | Thăng hạng lên Hạng đấu A                       |  | —     | 0–0        | 4–1     | 1–0        |
| 2  | Thổ Nhĩ Kỳ     | 6  | 3 | 2 | 1 | 9  | 6  | +3 | 11 | Giành quyền tham dự vòng play-off thăng hạng    |  | 0–0   | —          | 3–1     | 1–0        |
| 3  | Iceland        | 6  | 2 | 1 | 3 | 10 | 13 | −3 | 7  | Giành quyền tham dự vòng play-off xuống hạng    |  | 2–2   | 2–4        | —       | 2–0        |
| 4  | Montenegro (R) | 6  | 1 | 0 | 5 | 4  | 9  | −5 | 3  | Xuống hạng đến Hạng đấu C                       |  | 1–2   | 3–1        | 0–2     | —          |

| Iceland                            | 2–0      | Montenegro |
| ---------------------------------- | -------- | ---------- |
| - Oskarsson 39' - Þorsteinsson 58' | Chi tiết |            |

| Wales | 0–0      | Thổ Nhĩ Kỳ |
| ----- | -------- | ---------- |
|       | Chi tiết |            |

| Montenegro  | 1–2      | Wales                  |
| ----------- | -------- | ---------------------- |
| - Camaj 73' | Chi tiết | - Moore 1' - Wilson 3' |

| Thổ Nhĩ Kỳ                | 3–1      | Iceland       |
| ------------------------- | -------- | ------------- |
| - Aktürkoğlu 2', 52', 88' | Chi tiết | - Pálsson 37' |

| Iceland                          | 2–2      | Wales                      |
| -------------------------------- | -------- | -------------------------- |
| - Tómasson 69' - Ward 72' (l.n.) | Chi tiết | - Johnson 11' - Wilson 29' |

| Thổ Nhĩ Kỳ    | 1–0      | Montenegro |
| ------------- | -------- | ---------- |
| - Kahveci 69' | Chi tiết |            |

| Iceland                         | 2–4      | Thổ Nhĩ Kỳ                                                            |
| ------------------------------- | -------- | --------------------------------------------------------------------- |
| - Óskarsson 3' - Guðjohnsen 83' | Chi tiết | - Kahveci 62' - Çalhanoğlu 67' (ph.đ.) - Güler 88' - Aktürkoğlu 90+5' |

| Wales                | 1–0      | Montenegro |
| -------------------- | -------- | ---------- |
| - Wilson 36' (ph.đ.) | Chi tiết |            |

| Montenegro | 0–2      | Iceland                           |
| ---------- | -------- | --------------------------------- |
|            | Chi tiết | - Óskarsson 74' - Jóhannesson 88' |

| Thổ Nhĩ Kỳ | 0–0      | Wales |
| ---------- | -------- | ----- |
|            | Chi tiết |       |

| Montenegro               | 3–1      | Thổ Nhĩ Kỳ   |
| ------------------------ | -------- | ------------ |
| - Krstović 29', 45', 73' | Chi tiết | - Yıldız 37' |

| Wales                                          | 4–1      | Iceland         |
| ---------------------------------------------- | -------- | --------------- |
| - Cullen 32', 45+1' - Johnson 65' - Wilson 79' | Chi tiết | - Guðjohnsen 8' |

## Bảng xếp hạng tổng thế
16 đội thuộc Hạng đấu B được xếp hạng từ 17 đến 32 chung cuộc ở UEFA Nations League 2024–25 theo các quy tắc sau:
- Các đội kết thúc ở vị trí thứ nhất các bảng được xếp hạng 17 đến 20 theo kết quả của giai đoạn đấu hạng.
- Các đội kết thúc ở vị trí thứ nhì các bảng được xếp hạng 21 đến 24 theo kết quả của giai đoạn đấu hạng.
- Các đội kết thúc ở vị trí thứ ba các bảng được xếp hạng 25 đến 28 theo kết quả của giai đoạn đấu hạng.
- Các đội kết thúc ở vị trí thứ tư các bảng được xếp hạng 29 đến 32 theo kết quả của giai đoạn đấu hạng.

| Rnk | Bg | Đội              | ST | T | H | B | BT | BB | HS  | Đ  |
| --- | -- | ---------------- | -- | - | - | - | -- | -- | --- | -- |
| 17  | B2 | Anh              | 6  | 5 | 0 | 1 | 16 | 3  | +13 | 15 |
| 18  | B3 | Na Uy            | 6  | 4 | 1 | 1 | 15 | 7  | +8  | 13 |
| 19  | B4 | Wales            | 6  | 3 | 3 | 0 | 9  | 4  | +5  | 12 |
| 20  | B1 | Cộng hòa Séc     | 6  | 3 | 2 | 1 | 9  | 8  | +1  | 11 |
|     |    |                  |    |   |   |   |    |    |     |    |
| 21  | B2 | Hy Lạp           | 6  | 5 | 0 | 1 | 11 | 4  | +7  | 15 |
| 22  | B3 | Áo               | 6  | 3 | 2 | 1 | 14 | 5  | +9  | 11 |
| 23  | B4 | Thổ Nhĩ Kỳ       | 6  | 3 | 2 | 1 | 9  | 6  | +3  | 11 |
| 24  | B1 | Ukraina          | 6  | 2 | 2 | 2 | 8  | 8  | 0   | 8  |
|     |    |                  |    |   |   |   |    |    |     |    |
| 25  | B3 | Slovenia         | 6  | 2 | 2 | 2 | 7  | 9  | −2  | 8  |
| 26  | B1 | Gruzia           | 6  | 2 | 1 | 3 | 7  | 6  | +1  | 7  |
| 27  | B4 | Iceland          | 6  | 2 | 1 | 3 | 10 | 13 | −3  | 7  |
| 28  | B2 | Cộng hòa Ireland | 6  | 2 | 0 | 4 | 3  | 12 | −9  | 6  |
|     |    |                  |    |   |   |   |    |    |     |    |
| 29  | B1 | Albania          | 6  | 2 | 1 | 3 | 4  | 6  | −2  | 7  |
| 30  | B4 | Montenegro       | 6  | 1 | 0 | 5 | 4  | 9  | −5  | 3  |
| 31  | B3 | Kazakhstan       | 6  | 0 | 1 | 5 | 0  | 15 | −15 | 1  |
| 32  | B2 | Phần Lan         | 6  | 0 | 0 | 6 | 2  | 13 | −11 | 0  |